# 定县专区
定县专区是河北省曾经存在的一个专区。辖12个县：定县、新乐县、安国县、博野县、蠡县、安平县、饶阳县、深泽县、无极县、阜平县、行唐县、曲阳县。地委与专署驻定县。

## 历史
1949年8月1日，中共政权恢复河北省建制，全省划分为10个专区4个省辖市132县。撤销了原冀中区第九专区（曾为冀中七专区）和察哈尔省建屏专区（曾为冀晋区四专区、北岳区四专区），组建了河北省定县专区。将原冀中区第九专区的饶阳、安平、深泽、无极、新乐、定县、博野、蠡县、安国等9县和察哈尔省建屏专区的曲阳、阜平、行唐3县划为定县专区行政区域；
1952年12月，沧县专区肃宁县划归定县专区。至此辖13县。
1954年6月，定县专区建制被撤销。阜平、曲阳、定县、安国、博野、蠡县等6县划归保定专区；行唐、新乐、无极、深泽、安平、饶阳等6县划归石家庄专区；肃宁县划归沧县专区。 

## 领导人
- 地委书记：
  - 王振海1949.8-1953.6
  - 林润田1953.6-1954.6
- 副书记
  - 范文兴1949.8-1952.6
  - 李国庆1952.11---1953.6
  - 林达宇1952.11---1953.6
  - 冀时新1953.6-1954.6
- 地委委员：
  - 王振海1949.8-1953.6（地委书记）
  - 范文兴1949.8-1952.6（地委副书记）
  - 李国庆1949.8-1953.6（地委组织部部长，地委副书记兼纪检委书记）
  - 廖鼎琳1950.1—1951.3，（定县军分区司令员）
  - 赵树光1950.11—1952.8，（专员）
  - 李太1951.1—1952.8，（地委副书记、地委宣传部部长）
  - 曹志福1951.3—1952.7（定县军分区司令员）
  - 林达宇1951.11—1953.6（地委秘书长，地委副书记）
  - 庞大川1952.7任，（定县军分区参谋长，副司令员）
  - 冀时新1952.11任，（副专员，专员，地委副书记）
  - 张达开1952.10任，(地委组织部部长兼纪检委书记)
  - 申象山1952.11任，(地委宣传部副部长、部长兼地委党校校长)
  - 辛维周1953.6任(副专员，专员)
  - 林润田1953.6任(地委书记)
  - 晋仰贤1952.11免，(地委组织部副部长)
  - 李清林1950.6任，（专署供销社主任）
  - 王树南1951.3任，(定县军分区政治部主任)
  - 李健1952.7任，(专署公安处处长兼公安十一团政委)
  - 胡克三1952.7任，（蠡县县委书记）
  - 焦宪章1952.7任，(地委统战部部长)